# Windows 11
Windows 11 — найновіша пропрієтарна версія лінійки операційних систем (ОС) Windows NT компанії Microsoft, яка випущена 24 червня 2021 року. Це безплатне оновлення своєї попередниці, Windows 10 (2015), доступне для будь-яких пристроїв з Windows 10, що відповідають новим системним вимогам Windows 11.
Windows 11 має основні зміни в оболонці Windows під впливом скасованої Windows 10X, зокрема перероблене меню «Пуск», заміна його «живих плиток» на окрему панель «Віджети» в панелі завдань, можливість створювати плиткові набори вікон, які можна згортати та відновлювати групою, а також нові ігрові технології, успадковані від Xbox Series X і Series S, такі як Auto HDR і DirectStorage на сумісному устаткуванні. Internet Explorer (IE) був замінений Microsoft Edge на основі Chromium як стандартний браузер, аналогічно як і Windows 10, а Microsoft Teams інтегрований в оболонку Windows. Microsoft також оголосила про плани надати більшої гнучкості програмному забезпеченню, яке може розповсюджуватися через Microsoft Store, а також про підтримку додатків для Android в Windows 11 (зокрема, про партнерство з Amazon, щоб зробити її крамницю застосунків доступною для цієї функції).
Системні вимоги для Windows 11 були підвищені з міркувань безпеки в порівнянні з Windows 10. Корпорація Майкрософт офіційно підтримує операційну систему тільки на пристроях, що використовують процесор Intel Core восьмого покоління або новіше (за деякими незначними винятками), процесор AMD Ryzen на базі мікроархітектури Zen+ або новіше, або ARM-систему на кристалі Qualcomm Snapdragon 850 або новіше, з підтримкою безпечного завантаження UEFI й Trusted Platform Module (TPM) 2.0 (хоча корпорація Майкрософт може надавати винятки з вимоги TPM 2.0 для виробників). Хоча ОС може бути встановлена на непідтримувані процесори, корпорація Майкрософт не гарантує наявність оновлень. У Windows 11 видалена підтримка 32-розрядних процесорів x86 і пристроїв, які використовують прошивки BIOS.
Windows 11 отримала змішаний резонанс на старті продажів. Перед випуском операційної системи основна увага приділялася її більш жорстким вимогам до апаратного забезпечення, обговорювалося, чи були вони законно спрямовані на підвищення безпеки Windows, чи як спосіб апсейлу клієнтів на новіші пристрої, а також питання електронних відходів, пов'язаного із цими змінами. Після випуску її хвалили за покращений візуальний дизайн, керування вікнами та більшу увагу до безпеки, але критикували за різні зміни в аспектах користувацького інтерфейсу, які вважалися гіршими, ніж у попередниці.

## Частка на світовому ринку
Станом на серпень 2024 року, частка ринку Windows 11 досягла рекордної позначки в 30 %, багато в чому завдяки маркетингу Microsoft і ажіотажу, що росте, навколо нових функцій на основі ШІ, доступних тільки для ПК Copilot+.
У квітні 2025 року частка Windows 11 серед комп'ютерів під управлінням ОС від Microsoft сягнула нового історичного максимуму в 43,72 %, тобто відрив Windows 11 від Windows 10 скоротився до менше 10 %.
У червні 2025 року, згідно з оновленою статистикою Statcounter, Windows 11 нарешті випередила Windows 10 по частці на світовому ринку. Зокрема, Windows 11 вже утримує 51,77 % від загального числа установок серед версій Windows.

## Розробка

### Попередні новини
Після випуску Windows 10 Microsoft заявила, що це буде «остання версія Windows». Операційна система була переведена за схемою «Windows як послуга», згодом повинні були випускатися не нові версії, а нові збірки та оновлення. Однак припущення про нову версію або редизайн Windows виникли після того, як Microsoft опублікувала список вакансій, в якому говорилося про «радикальне оновлення» Windows. Передбачається, що проєкт під кодовою назвою «Sun Valley» був оновлений з метою модернізації користувальницького інтерфейсу системи. Інформація про передбачувану бета-версію Windows 11 просочилася в мережу 15 червня 2021 року; був продемонстрований інтерфейс, що нагадує інтерфейс скасованої Windows 10X, а також перероблений зовнішній вигляд і брендинг Windows 11.

### Перший анонс
На конференції для розробників Microsoft Build 2021 генеральний директор Microsoft Сатья Наделла під час свого виступу представив наступне покоління Windows. Microsoft також опублікувала 11-хвилинне відео про звуки запуску Windows на Ютюбі 10 червня, причому багато людей припускали, що подія Microsoft і тривалість звукового відео запуску Windows є посиланням на назву операційної системи як Windows 11.
За словами Сатья Наделла, він працював з розгорнутою у нього копією протягом декількох місяців; крім того, він повідомив, що дуже скоро відбудеться офіційний анонс. Всього через тиждень після виступу Сатья Наделла Microsoft почала розсилку запрошень на захід, присвячений Windows, яке відбудеться о 18 годині за київським 24 червня 2021 року. Захід розпочався о 11 ранку за східноамериканським часом, що незвично для заходів Microsoft. 10 червня Microsoft також розмістила на YouTube 11-хвилинний ролик, який містить звук запуску Windows, що, імовірно, є відсиланням до назви операційної системи Windows 11.
Microsoft на «злив» збірки Windows 11 заявила, що «Це тільки початок» і щоб всі дивилися презентацію 24 червня 2021 о 11:00 AM ET.
24 червня 2021 року Microsoft офіційно анонсували Windows 11. За словами Наделли, Windows 11 — це «переосмислення операційної системи».

### Подальші анонси
Попередню версію Windows 11 було оприлюднено 28 червня 2021 року (збірка 22000.51). Вона демонструвала головні нововведення нової операційної системи, такі як користувацький інтерфейс, нові налаштування.

### Вихід
Вихід нової версії ОС мав відбутися 5 жовтня за часом США, але вона стала доступна для користувачів вже 4 жовтня.

## Особливості

### Концепція
Windows 11, перший основний випуск Windows з 2015 року, базується на своєму попереднику з переробленим користувальницьким інтерфейсом, аби відповідати новим рекомендаціям Microsoft Fluent Design. Редизайн, який зосереджений на простоті використання та гнучкості, поєднується з новими характеристиками продуктивності, соціальних функцій та оновленнями безпеки й доступності, усуваючи деякі недоліки Windows 10.
Платформа Microsoft Teams інтегрована в інтерфейс користувача Windows 11 і доступна через панель завдань. Skype більше не буде встановлюватися разом з ОС.
Корпорація Майкрософт сприяла покращенню продуктивності, таких як менші розміри завантаження ОС, швидший перегляд вебсторінок у «будь-якому браузері», швидший час виходу з режиму сну та швидша автентифікація Windows Hello, та видалення деяких застосунків (наприклад, Skype, Sticky Notes). Також Microsoft наголосили, що не будуть перешкоджати встановленню нової Windows 11 на комп'ютерах, що обладнані слабкими процесорами. Компанія відредагує мінімальні системні вимоги.
Оновлений додаток Xbox постачається в комплекті з Windows 11 Технології Auto HDR і DirectStorage, представлені на Xbox Series X і Series S, будуть інтегровані в Windows 11; для останньої потрібна відеокарта, що підтримує DirectX 12 Ultimate, і твердотільний накопичувач NVMe розміром щонайменше 1 терабайт.

### Інтерфейс користувача

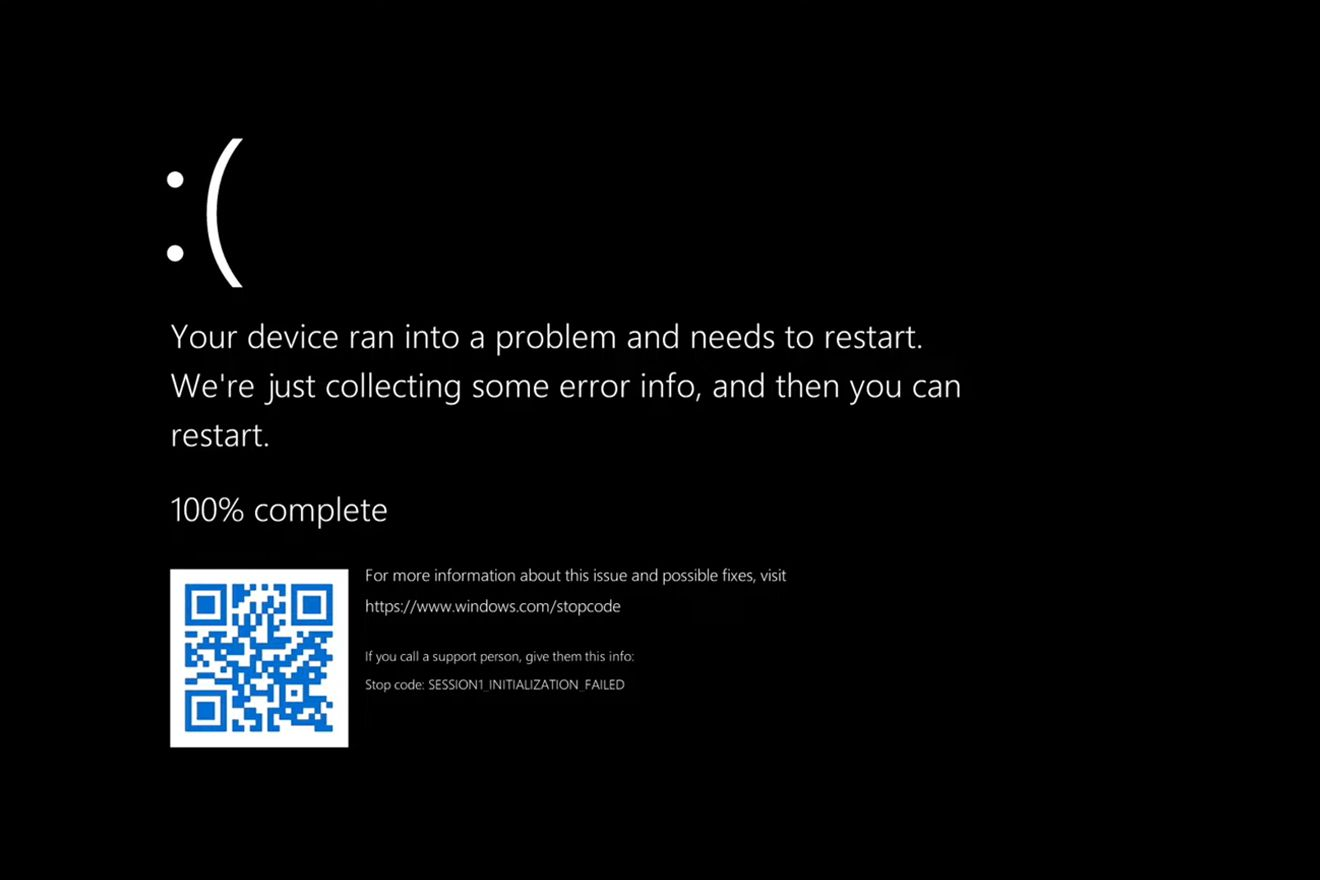
Чорний «екран смерті» у Windows 11 до версії 22000.346

Перероблений інтерфейс присутній в операційній системі; напівпрозорість, тіні, нова палітра кольорів та округла геометрія переважають у всьому інтерфейсі Кнопки панелі завдань від початку вирівнюються по центру, а нова кнопка «віджети» показує стрічку новин від Microsoft News (розширюється до панелі «новини та інтереси», представленої в пізніших версіях Windows 10). Нова Windows підтримує команди, що віддаються жестами трьома пальцями на тачпаді, та ширше підтримує використання пера. Екранна клавіатура отримала підтримку тем оформлення. Windows 11 ширше підтримує динамічну частоту оновлення екрана (Dynamic Refresh Rate, DRR), що підтримувалася Windows 10 у відеоіграх для уникнення ефекту «розриву екрана».
Меню «Пуск» було значно перероблено, замінивши «живі плитки», що використовуються в Windows 8, 8.1 і 10, сіткою «закріплених» програм та списком останніх програм та документів. Ліворуч від годинника міститься кнопка швидких налаштувань, яка розгортається в панель з налаштуваннями Wi-Fi, Bluetooth, батареї, яскравості, доступності, звуку тощо.
Task View, функція, запроваджена в Windows 10, має оновлений дизайн і підтримує надання окремих шпалер для кожного віртуального робочого столу. Функціональність прив'язки вікна розширена двома додатковими функціями; «прив'язувальні макети» дозволяють користувачеві вибрати заздалегідь визначений макет розташування вікон на екрані. Плиткове розташування вікон можна звести до мінімуму та відновити з панелі завдань у вигляді «групи прив'язок».
Windows 11 містить новий шрифт Segoe UI Variable. Шрифт розроблений для кращого масштабування з сучасними дисплеями з високим DPI, що в старому Segoe UI не враховувався. Інші зміни в системі включають нові системні значки, анімацію, звуки та віджети. Значна частина інтерфейсу та меню «Пуск» надихається вже скасованою Windows 10X.
Також було попередньо переглянуто новий дизайн додатків Провідника та Налаштування Windows. Провідник позбувся стрічкового інтерфейсу, тепер над рядком адреси міститься рядок зі швидкими командами (копіювати, вставити, вирізати, видалити, перейменувати, відправити) та ліворуч велика кнопка «створити», що дозволяє створити новий файл або папку. Контекстне меню має новий дизайн з заокругленими краями, а найчастіше використовувані функції показуються в ньому вгорі. Налаштування наочніше відбивають використання батареї та схему безпровідних під'єднань.
Незадовго до виходу Windows 11, Microsoft ухвалила рішення змінити дизайн відомого синього екрана смерті (BSOD). Критичні помилки операційної системи були зображені на чорному фоні. Однак у листопаді 2021 року було ухвалено рішення повернути екран в первісний синій колір.

#### Віджети
У Windows 11 присутня панель віджетів, доступна при натисканні кнопки на панелі завдань. Віджети показують новини, спорт, погоду і фінанси від MSN. У злитій в Інтернет збірці для розробників віджети неможливо перетягувати або переставляти, а для доступу до панелі віджетів необхідно увійти в систему під обліковим записом Microsoft. У попередній версії 28 червня було вже 8 віджетів, які можна переставляти місцями та налаштовувати яку інформацію вони показують.
В травні 2023 року Microsoft вирішила повернути до Windows 11 можливість закріплювати віджети на робочому столі, як це було в Windows 7. На даний час віджетів у Windows 11 дещо менше за два десятки, але тільки на бічній панелі, що передбачає зовсім інший сценарій їх використання. За допомогою нової функції Microsoft розраховує зробити віджети більш популярними у користувачів.

### Застосунки
Windows 11 здатна запускати застосунки Android. Передбачається, що їх можна буде встановлювати з Microsoft Store. Сам Microsoft Store буде оновлено. Також заявлено підтримку маркетплейса Amazon з Android-додатками.
Ігрові функції включають автоматичне відображення картинки в HDR і технологію DirectStorage, що дозволяє завантажувати дані в відеокарту, оминаючи центральний процесор. Обидві функції раніше вже було реалізовано на гральних консолях Xbox Series X/S.
У лютому 2022 року Microsoft випустила велике оновлення для Windows 11. Тепер операційна система має підтримку додатків Android, однак вимоги для роботи підтримки додатків Android вищі, ніж для самої операційної системи.
Наприкінці липня 2024 року Microsoft анонсувала нову функцію, за допомогою якої можна бездротовим способом передавати файли з Android-смартфона на ПК. За допомогою нової опції, яка доступна поки що в бета-версії, можна перейменовувати, переміщувати, видаляти та копіювати файли зі смартфона на комп’ютер, а також переносити файли з прямо з провідника Windows 11 на телефон.
Також, наприкінці липня 2024 року, користувачі Windows 11 отримали нову зручну можливість швидко завершувати завислі програми без необхідності відкривати “Диспетчер завдань”. Ця прихована функція дозволяє завершити процес простим кліком правої кнопки миші на іконці програми на панелі завдань.

### Інтеграція технології штучного інтелекту
В 2023 році, Microsoft планує впровадити розширені функції ШІ у свої програми Paint та Photos для Windows 11. Очікується, що застосування ШІ в цих популярних програмах для Windows спростить процес редагування і надасть користувачам більше творчих можливостей. Завдяки функціям на базі ШІ користувачі зможуть створювати контент професійної якості без ретельного редагування вручну.

### Вбудовані програми
В травні 2024 року, компанія Microsoft додала до ОС Windows 11 нову вбудовану програму PC Manager, яка призначена для оптимізації роботи комп'ютера. Згідно повідомлення Windows Report, зміни знайшли в оновленні KB5037858. Однак, поки що його поширюють лише у Китаї. Програму можна завантажити і в інших регіонах, але очікується, що її примусово включать до оновлень для всіх користувачів вже найближчим часом. За допомогою програми користувачі, як стверджує Microsoft, можуть підвищити продуктивність. Зокрема, застосунок дозволить зменшити кількість реклами та спливаючих вікон, а також забезпечить звільненням місця на диску. Взагалі ж, PC Manager, в основному, дублює функції, які вже є в системі.

## Вимоги до системи
| Компонент                             | Мінімальні | Рекомендовані |
| ------------------------------------- | --- | --- |
| Центральний процесор                  | Пристрій повинен підтримувати 64-бітний процесор (x86-64 або ARM64) та мати понад два ядра з тактовою частотою 1 ГГц та 2 або більше ядрами, або бути системою на кристалі (SoC) | Підтримка процесорів Intel, AMD, і Qualcomm |
| ПДД (RAM)                             | 4 ГБ | 4 ГБ |
| Простір для сховища                   | 64 ГБ або місткіший пристрій зберігання даних | 64 ГБ або місткіший пристрій зберігання даних |
| Системна прошивка                     | UEFI | UEFI |
| Безпека                               | Secure Boot, увімкнено за замовчуванням | Secure Boot, увімкнено за замовчуванням |
| Безпека                               | Trusted Platform Module (TPM) версії 1.2 | TPM версії 2.0 |
| Відеокарта                            | Сумісна з DirectX 12 або пізніші версії з драйвером WDDM 2.0 | Сумісна з DirectX 12 або пізніші версії з драйвером WDDM 2.0                                                                                         |
| Дисплей                               | Дисплей високої чіткости (720p), діагональ якого перевищує 9 дюймів, 8 біт на колірний канал                                                                                     | Дисплей високої чіткости (720p), діагональ якого перевищує 9 дюймів, 8 біт на колірний канал                                                         |
| Інтернет та облікові записи Microsoft | Інтернет-з'єднання: для Windows 11 домашня потрібне підключення до інтернету та обліковий запис Microsoft для першого встановлення в Windows 11 Home                             | Інтернет-з'єднання: для Windows 11 домашня потрібне підключення до інтернету та обліковий запис Microsoft для першого встановлення в Windows 11 Home |

| Особливості                                 | Вимоги                                                                                               |
| ------------------------------------------- | --- |
| Підтримка 5G                                | 5G модем                                                                                             |
| Авто HDR                                    | Монітор із підтримкою HDR                                                                            |
| Біометрична автентифікація та Windows Hello | Інфрачервона камера з підсвічуванням або зчитувач відбитків пальців                                  |
| BitLocker to Go                             | Флеш-накопичувач USB (доступний у Windows 11 Pro та новіших версіях)                                 |
| Hyper-V                                     | Вкладений пейджинг (SLAT)                                                                            |
| DirectStorage                               | Твердотільний накопичувач NVMe та відеокарта DirectX 12 Ultimate з Shader Model 6.0                  |
| DirectX 12 Ultimate                         | Доступно з підтримуваними іграми та відеокартами                                                     |
| Просторовий звук                            | Підтримка апаратного та програмного забезпечення                                                     |
| Двофакторна автентифікація                  | Використання PIN-коду, біометричної або телефонної автентифікації з можливостями Wi-Fi або Bluetooth |
| Розпізнавання мови                          | Мікрофон                                                                                             |
| Підтримка Wi-Fi 6E                          | Нове обладнання та драйвер WLAN IHV, точка доступу / маршрутизатор, що підтримує Wi-Fi 6E            |
| Проєкція Windows                            | Wi-Fi адаптер з Wi-Fi Direct, WDDM 2.0                                                               |

Основні системні вимоги Windows 11 подібні до Windows 10. Однак Windows 11 підтримує лише 64-розрядні системи, такі як ті, що використовують процесор x86-64 або ARM64; підтримку процесорів IA-32 видалено. Спадковий BIOS більше не підтримується; тепер потрібна система UEFI із безпечним завантаженням та співпроцесором безпеки TPM 2.0. Зокрема, вимога TPM 2.0 призвела до плутанини, оскільки багато материнських плат не підтримують TPM, вимагають фізичного встановлення сумісного модуля TPM на материнській платі або мають вбудований TPM на рівні мікропрограми або апаратного забезпечення ЦП, який за замовчуванням відключений, для цього потрібно змінити налаштування в UEFI комп'ютера. Також було збільшено мінімальні вимоги до внутрішньої та оперативної пам'яті; тепер для Windows 11 потрібно щонайменше 4 ГБ оперативної пам'яті та 64 ГБ внутрішньої пам'яті. Режим S (обмежена підтримка драйверів і застосунків задля швидкості та безпеки) підтримується лише для Домашньої версії Windows 11.
В той же час, команда NTDev, яка раніше створила складання Tiny11, змогла запустити легку версію системи, використовуючи лише пам’ять мобільної відеокарти Nvidia GeForce RTX 3050. Для цього розробники створили диск RAM у відеопам’яті. Ця технологія була популярною, коли ще не існувало сучасних швидкісних SSD. За допомогою RAM-диска можна було перенести операційну систему повністю на оперативну пам’ять, що підвищувало чутливість ОС. У NTDev пішли далі та використовували GeForce RTX 3050 на ноутбуці. Ця версія карти оснащена 4 ГБ відеопам’яті GDDR6. За допомогою утиліти GPU RAM Drive було створено віртуальну машину, яка використовувала RAM-диск на 3550 МБ. Ця система забезпечила швидкості читання та запису на рівні 1960 та 2497 МБ/с, що трохи поступається M.2 SSD на PCIe 3.0.
Згідно з дослідженнями бельгійської компанії Lansweeper, понад 55 відсотків комп'ютерів не відповідають вимогам Windows 11, а найбільша несумісність спостерігається серед процесорів. Статистику було зібрано про 30 мільйонів комп'ютерів з 60 тисяч організацій по всьому світу.
У серпні 2024 року Microsoft почала блокувати обхідні шляхи, які дозволяли використовувати операційну систему на пристроях, які не відповідають системним вимогам. Блокування установки на несумісні пристрої поки що є актуальним тільки для бета-версій Windows 11 на каналі Canary, однак поява такого нововведення означає, що незабаром воно буде поширене масштабно.

## Версії Windows 11
У зливі в мережу, Windows 11 має шість версій операційної системи: домашня, домашня одномовна, для освітніх установ, професійна, фахова для освітніх установ і професійна для робочих станцій.
У листопаді 2021 було випущено Windows 11 SE — полегшену версію для більш дешевих ноутбуків. SE не має віджетів та встановлених додатків Teams і Office. На її базі зроблено новий ноутбук для навчання під назвою Surface Laptop SE.

### Для ПК, ноутбуків, робочих станцій
Windows 11 має такі версії:
Основні:
- Windows 11 «Домашня» (англ. Home) — базова версія для користувачів ПК, ноутбуків і планшетних комп'ютерів. Поставляється з ноутбуками.
- Windows 11 «Професійна» (англ. Pro) — версія для ПК, ноутбуків і планшетів з функціями для малого бізнесу типу CYOD (вибери свій пристрій).
- Windows 11 «Корпоративна» (англ. Enterprise) — версія для більшого бізнесу з розширеними функціями управління корпоративними ресурсами, безпеки тощо.

Похідні:
- Windows 11 «Професійна для освітніх закладів» (англ. Pro Education) — варіант Pro для навчальних закладів.
- Windows 11 «Професійна для робочих станцій» (англ. Pro for Workstations) — спеціальний варіант Windows 11 Pro, вирізняється розширеною апаратною підтримкою (на рівні сервера) і призначена для задоволення складних потреб у критично важливих середовищах із високим обчислювальним навантаженням, має підтримку створення сховищ із файловою системою ReFS (у всіх редакціях, окрім Pro for Workstation і «Корпоративної», підтримку видалено), надає найвимогливіші додатки та дані з потрібною продуктивністю з використанням енергонезалежних модулів пам'яті (NVDIMM-N). Підтримує до 4 CPU і до 6 ТБ оперативної пам'яті (у «Pro» — до 2 ТБ).
- Windows 11 «для освітніх закладів» (англ. Education) — варіант «Корпоративної» для навчальних закладів.
- Windows 11 Mixed Reality — спеціальна версія Windows 11 для пристроїв доповненої та змішаної реальності.
- Windows 11 SE — версія Windows 11 виключно для бюджетних пристроїв, що продаються на освітньому ринку та орієнтована на хмарні технології. Містить деякі зміни у своїй функціональності, як-от Snap Layouts, що працює не більше ніж із двома додатками, додатки за замовчуванням відкриваються в повноекранному режимі, із системи видалили Microsoft Store і панель віджетів, Microsoft Edge за замовчуванням налаштований на встановлення розширень з інтернет-магазину Chrome. Усі файли за замовчуванням зберігаються в OneDrive. Систему оптимізовано для Microsoft Edge, Office і хмарних сервісів Microsoft, однак вона підтримує встановлення і сторонніх додатків. Адміністратори можуть стежити за встановленими додатками, а також керувати автоматичним оновленням системи поза навчальним часом.

## Оновлення Windows 11 до нових версій
Пристрої з ліцензійною Windows 10 восени 2021 року можна було оновити безкоштовно до Windows 11, а витікла збірка Windows 11 дозволяла користувачам переходити з Windows 10 без додаткових витрат і використовувала ті самі ліцензійні ключі, що і Windows 10. Оновлення відбувалося через центр оновлень Windows.
Доступне безкоштовне оновлення Windows 11 для користувачів Windows 7 Windows 8 і Windows 8.1.
Одне з головних і масштабних оновлень Moment для операційної системи Windows 11, а саме Moment 2 відбулося у березні 2023 року. Moment X — це нові оновлення, які дозволило команді Windows розгортати нові функції та вдосконалення, щойно вони стають доступними, на додачу до основних випусків. Наступне оновлення, а саме Windows 11 22H2 Moment 3, очікувалося вже в травні-червні 2023 року. Оновлення KB5026446, яке змінило номер версії на Windows 11 Build 22621.1776, надіслано інсайдерам в каналі Release Preview програми Windows Insider Program.
23 травня 2023 року, корпорація Microsoft повідомила, що до Windows 11 додано підтримку RAR-архівів (а також tar, 7-Zip і GZ) на рівні системи. Сторонній софт, на зразок WinRAR, для розпакування або стиснення файлів, більше не знадобиться. У попередніх версіях Windows, за замовчуванням, працювала лише вбудована підтримка архівів формату.zip. Проте, вже 26 серпня 2023 року, ТОВ «Neowin» з м. Плімуту, штат Мічиган (США), повідомило результати тестування збірок Windows 11 з підтримкою форматів архівів WinRAR, 7-Zip, GZ та інших. Особливу увагу було привернуто до нативного розпакувальника, який було вбудовано до Windows 11. Згідно повідомлення, щоб розархівувати WinRAR файл розміром 24 ГБ, вбудована в систему технологія витрачала втричі більше часу, ніж це здійснював WinRAR. Якщо розглядати архіви у форматі 7z, то тут результат був ще гірший: на розпакування файлу-архіву пішло майже дев'ять хвилин, а WinRAR і утиліта NanaZIP впоралися приблизно за одну хвилину. Єдиним форматом, при роботі з яким нативний розпакувальник Windows 11 практично не поступився WinRAR та NanaZIP, виявився — tar. Автори тестування (ТОВ «Neowin»), проводили тести на двох конфігураціях обладнання, а саме з Intel Core i3-1125G4, 16 ГБ ОЗП DDR4-3200 та 500 ГБ NVMe SSD та десктоп з Ryzen 5 2600, 32 ГБ ОЗП DDR4-3200 та Samsung 980. Вони також вважають, що у релізній версії оновлення для Windows 11, яке вийде у вересні 2023 року, роботу з форматами RAR та 7z буде покращено. В підтвердження, згідно повідомлення видання Bleeping Computer від 30 жовтня 2023 року, якщо спочатку у Windows 11 підтримувалися формати архівів WinRAR, tar та 7-Zip, зараз цей список у версії Windows 11 22H2 збільшився до 11 типів архівів.
30 травня 2023 року, компанія Microsoft випустила нову версію операційної системи Windows 11, в яку включила численні нововведення. Версія була доступна у форматі опціонального оновлення і доступна для усіх користувачів. Як відзначають розробники, в оновленні особливо варто відзначити панель віджетів, яка отримала новий візуал. Тепер у цій панелі три колонки, дві з яких містять новини, а одна, власне, самі віджети. Також тепер користувачі можуть копіювати коди безпеки з повідомлень, що набагато спростить процедуру використання комбінацій під час проходження процедур, де необхідно задіяти систему двофакторної аутентифікації. Також варто відзначити появу розділу USB4 в “Налаштуваннях”. У цій закладці користувачі можуть здійснювати керування док-станціями і підключеними до них пристроями. По сусідству з’явилася сторінка для налаштування конфіденційності, де можна виставити додаткові параметри для пробудження ПК на вимогу після того, як ви тривалий час не користувалися системою. На додаток до всього в новій версії Windows 11 покращилася панель завдань, на якій тепер відображається статус VPN-підключення, а на годиннику додалося відображення секунд (включити його розробників просили багато користувачів). Ті ж користувачі, які побоюються стати жертвами шахраїв, зможуть скористуватися додатковими заходами проти фішингу і встановити безпечніші паролі. Нарешті, в ОС було виправлено серйозні помилки і приховано вразливості, тож тепер, як вважають розробники, система стане ще більш захищеною.
20 червня 2023 року компанія Microsoft випустила велике оновлення для операційних систем Windows 11 та Windows 10. Одним із виправлень було усунення вразливості, виявленої в ядрі Windows, яка могла призвести до можливого розкриття інформації. Однак, з'ясувалося, що це виправлення може спричинити деякі додаткові проблеми. Ця вразливість отримала ідентифікатор CVE-2023-32019 і описується так: «Автентифікований користувач (зловмисник) може використовувати цю вразливість для отримання несанкціонованого доступу до інформації, що міститься в пам'яті ядра Windows». Хоча вразливість є потенційною небезпекою, однак вона не є прямою загрозою для більшості користувачів, а за повідомленнями ЗМІ її виправлення також може спричинити проблеми.
22 червня 2023 року компанія Microsoft додала у Windows 11 можливість входу на сайти без паролів. Натомість система тепер дозволяє використовувати цифровий код, відбиток пальця або сканування обличчя за допомогою Windows Hello. Ця функція з'явилася у збірці Insider Preview (23486).
На початку серпня 2023 року, в бета-версії Windows 11 Insiders було застосовано бічну панель з чат-ботом Copilot. Це ознаменувало появу системи штучного інтелекту в найпопулярнішій операційній системі у світі.
19 серпня 2023 року, згідно з повідомленням з офіційного блогу Windows, у свіжій інсайдерській збірці Windows 11 під номером 25931, список програм, які Microsoft дозволяє користувачам видаляти без використання командного рядка або сторонніх програм, поповнили «Фото», «Люди» та «Віддалений робочий стіл». Таким чином, перелік стандартних програм, які можна видалити в цій збірці, окрім трьох доповнених, є наступним: «Блокнот», «Швидка допомога», «Диктофон», «Інструмент для обрізання», «Календар», «Калькулятор», «Камера», «Карти», «Медіаплеєр», «Новини», «Погода», «Пошта», «Родина», «Поради», «Термінал», «Фільми та ТБ», «Центр зворотного зв’язку», «Годинник», Clipchamp, Cortana, Microsoft 365, Microsoft To Do, Paint, Xbox. Проте, поки що ця можливість тестується у бета-версії.
На початку серпня 2025 року, згідно повідомлення PCWorld, користувачі старіших комп’ютерів раптово почали отримувати пропозиції оновитися до Windows 11, навіть якщо їхні пристрої не відповідають офіційним вимогам Microsoft. Попри це, компанія не змінювала своєї політики щодо обов’язкової підтримки TPM 2.0 — чіпа безпеки, необхідного для нової ОС.

### Поточні зміни версії
В перших числах вересня 2023 року, компанія Microsoft повідомила про плани назавжди видалити текстовий редактор WordPad з операційних систем Windows 10 та Windows 11. Починаючи з 1995 року, редактор WordPad був доступний у кожній версії Windows. Він надавав користувачам базові можливості для редагування тексту з підтримкою RTF, DOC, ODT та інших популярних форматів. Тепер розробники рекомендують використовувати інше програмне забезпечення, включаючи пакет Microsoft Word. «Дуже скоро WordPad перестане отримувати оновлення і буде повністю видалено з операційної системи Windows. Ми рекомендуємо використовувати Microsoft Word для роботи з документами.doc і.rtf, а також Блокнот для редагування файлів.txt», – було зазначено в повідомленні Microsoft.
На початку вересня 2023 року, корпорація Microsoft повідомила, що незахищені протоколи безпеки транспортного рівня TLS версій 1.0 і 1.1 незабаром будуть вимкнені в нових випусках Windows. З посиланням на рішення інженерної робочої групи Інтернету (IETF), яка у березні 2018 року схвалила наступну основну версію протоколу TLS, а саме TLS 1.3, у збірках Windows 11 Insider Preview, починаючи з вересня 2023 року, TLS версій 1.0 і 1.1 буде вимкнено за замовчуванням.
28 вересня 2023 року, Microsoft повідомила, що в новій версії операційної системи Windows 11 користувачі зможуть грати в ігри без їх завантаження та встановлення на комп’ютер. Це стане можливим завдяки функції Instant Games («Швидкі ігри»), яка буде доступна в рамках наступного оновлення Windows 11. Компанія Microsoft співпрацює з видавцями ігор для розширення колекції Instant Games, однак конкретні назви поки не розкриваються. Відомо лише, що функція стане загальнодоступною в найближчі тижні – оновлення з нею вже почало поширюватися.
На початку січня 2024 року, у збірці 23615 для Windows 11 з’явилася підтримка USB4 Gen 4, який здатний працювати на швидкості до 80 Гбіт/с на сумісному обладнанні. Оновлення USB4 2.0 входить до збірок 22621.3235 та 22631.3235, які користувачі повинні отримати за допомогою автоматичного оновлення.
27 січня 2024 року, в черговій збірці 26040 для Windows 11, окрім зміни зовнішнього вигляду інсталяційного інтерфейсу, змінено також вигляд екрану установки, а саме на зміну вікна з фіолетовим фоном прийшло вікно білого кольору, де користувачеві пропонують вибір: виправити Windows 11 або повністю перевстановити систему, підтвердивши, що при встановленні всі дані з комп’ютера видаляться.
20 лютого 2024 року, Microsoft запустила автооновлення всіх комп’ютерів з встановленою Windows 11 — до версії 23H2, яка почала поширюватися ще в жовтні 2023 року та оновлювалася користувачами в добровільному порядку. Незважаючи на те, що Microsoft вже почала масове поширення функціонального оновлення для Windows 11 23H2 і Windows 11 22H2, софтверний гігант попередив, що деякі функції можуть бути недоступними навіть після його встановлення. Наприклад, нові функції, пов’язані з ШІ-помічником Copilot, почнуть впроваджуватися тільки наприкінці березня.
Починаючи з травня 2024 року, користувачі стабільних версій операційної системи Windows 11 (22H2 та 23H2) отримали можливість створювати архіви у форматах 7z, tar та zip власними силами ОС. Нововведення вже доступне у збірці за номером 22635.3566 у бета-каналі та буде доступним для всіх користувачів.
В серпні 2024 року Microsoft випустила новий патч KB5039212 для Windows 11, одне з головних оновлень якого полягає в можливості перетягувати значки програм безпосередньо з меню «Пуск» та закріплювати їх на «Панелі завдань». Це спрощує процес доступу до важливих програм та дозволяє користувачам налаштовувати інтерфейс системи під свої індивідуальні потреби. Додатково, нове сполучення клавіш Win+T надає можливість швидкого перемикання між програмами, закріпленими на «Панелі завдань», що підвищує ефективність роботи з додатками. Не менш важливим є оновлення для «Провідника», де тепер можна дублювати відкриті вкладки через контекстне меню, що полегшує багатозадачність і роботу з файлами та папками. Це нововведення орієнтоване на користувачів, які активно працюють із багатьма відкритими вкладками та потребують швидкого доступу до різних місць у системі. Окрім додавання нових функцій, патч KB5039212 також виправляє ряд критичних проблем, які турбували користувачів раніше. Зокрема, усунуто помилки, пов’язані з роботою BitLocker, відновленням даних, пошуком у меню «Пуск» та проблемами при відкритті архівів. Завдяки цьому оновленню Windows 11 стала не тільки більш функціональною, але й стабільнішою та безпечнішою для щоденного використання.
В серпні 2024 року Microsoft оголосила про остаточне видалення з ОС Windows 11 елемента «Панель управління». Замість неї, Microsoft рекомендує користувачам використовувати додаток «Параметри», який пропонує більш сучасний та оптимізований інтерфейс для керування системою.
Наприкінці вересня 2024 року Microsoft випустила новий патч KB5043145 для версій 23H2 та 24H2 Windows 11, однак це викликало проблеми у деяких користувачів, зокрема, появу «екрану смерті» та безперервні перезавантаження. Згідно повідомлення, компанія визнала наявність проблеми та почала активно працювати над її вирішенням.
30 вересня 2024 року, перед виходом великого оновлення версії 24H2, компанія Microsoft представила безкоштовні ознайомчі версії Windows 11, які можуть працювати до 90 днів. Користувачі в змозі завантажити ISO-образи Windows 11 Enterprise LTSC 2024, Windows 11 Enterprise 24H2, Windows Server 2025 та інші версії, всі образи ОС включають актуальне оновлення KB5043080.
25 квітня 2025 року, згідно повідомлення BleepingComputer, Microsoft представила оновлення KB5055627 для Windows 11 версії 24H2, що включало  30 змін та виправлень. Дане оновлення покращило функціональність та усунуло баги, особливо для користувачів Copilot+ПК.
У липні 2025 року розробники з Microsoft додали до Windows 11 новий режим Quick Machine Recovery (QMR), який допоможе вирішувати різні проблеми із завантаженням ПК. Нововведення дозволяє пристрою завантажитись у режимі відновлення WinRE, після чого встановлюється інтернет-з'єднання з серверами Microsoft, звідки завантажується необхідний патч для усунення «поширених проблем при завантаженні».
В липневому 2025 року оновленні Windows 11 KB5062660 компанія Microsoft офіційно відмовилася від культового синього екрана смерті (BSOD). Відтепер при збоях система показуватиме чорний екран — так званий Black Screen of Death, при цьому абревіатура BSOD залишилася незмінною.
29 липня 2025 року стало відомо, що Microsoft усунула проблеми з сумісністю Windows 11 24H2 та програмою Easy Anti-Cheat, яка полягала в тому, що при спробі оновлення Windows 11 до останньої версії виникало зависання або поява BSOD. Причиною стала стара версія клієнт-серверного додатку Easy Anti-Cheat, яка була випущена до квітня 2024 року. Зі свого боку Microsoft додала блокування, яке призводило до появи STOP-помилки при спробі оновлення. За даними джерела guru3d, Microsoft вдалося повністю усунути несумісність, що викликала зазначені збої.

### Оновлення безпеки
З 8 жовтня 2024 року, відповідно політики технічної підтримки, яку Microsoft почала застосовувати ще кілька років тому, сім версій Windows 11 більше не отримуватимуть оновлень безпеки, а саме:
- Windows 11 22H2 Home;
- Windows 11 22H2 Pro;
- Windows 11 22H2 Pro для освітніх закладів (Education);
- Windows 11 22H2 Pro для робочих станцій;
- Windows 11 22H2 SE;
- Windows 11 21H2 Enterprise Edition;
- Windows 11 21H2 IoT Enterprise Edition.

## Антивірусний захист
16 серпня 2023 року, Microsoft випустила оновлення захисника операційної системи Microsoft Defender, який є вбудованим антивірусом. Тепер він автоматично виявляє піратські копії операційних систем. Зокрема, оновлення 1.395.318.0 для Windows 10 та Windows 11 виявляє різні програми-здирники, трояни та бекдори, а також може приносити “критичні” виправлення продуктивності. Вони, на думку розробників, покращать роботу комп’ютера. Також Microsoft Defender навчився визначати піратські версії ОС. Він не лише надсилає повідомлення про те, що ОС “піратська”, але й скидає активацію та блокує службу AutoKMS (Key Management Service), яку використовують зловмисники, щоб безкоштовно активувати Windows.

## Конфіденційність
В травні 2024 року, в налаштування розділу «Конфіденційність та безпека» ОС Windows 11, було додано нову функцію. Відтепер Windows 11 записуватиме всі дії користувача. Зміни виявили у складанні 26212. Опція, яка зберігає всі дії на комп’ютері, має назву «Recall And Snapshots». Історія зберігається на спеціальній часовій шкалі, за допомогою якої можливо згадати про будь-які дії користувача, тобто всі папки, файли або програми, які він відкривав або запускав. Для захисту конфіденційності зазначену функцію можна буде вимкнути. Однак, за попередніми даними, опція буде встановлюватися автоматично.

## Проблеми та баги системи
На початку листопада 2021 року низка функцій операційної системи Windows 11 раптово перестали працювати через прострочений сертифікат. Про це Microsoft повідомила користувачів зазначивши, що термін сертифікату збіг 31 жовтня. Відтак користувачі не могли скористатися функціями екранної клавіатури, «Ножиць», панелі емодзі та деяких іншими. Microsoft випустила патч для виправлення проблеми.
У системі виявлено баг як і у попередній версії: Windows 10 та 11 створюють сотні й навіть тисячі порожніх тек у директорії System32. Вони не займають місце в пам'яті, оскільки в них немає жодних файлів, проте можуть знижувати швидкодію комп'ютера, а особливо на слабких пристроях.
Також одним з найпомітніших багів була поява старого меню «Пуск», яке компанія вирішила кардинально переосмислити в новій версії ОС.
Встановлення оновлення для операційної системи Windows 11 у лютому 2022 року спричинило проблеми з офісною технікою.
Встановлення наступних оновлень, а саме: накопичувального KB5023778 (березень 2023), обов’язкового KB5025239 (травень 2023), необов’язкового KB5026372 (травень 2023), необов’язкового KB5027231 (червень 2023), обов’язкового KB5027303 (червень 2023), за чисельними повідомленнями користувачів, призвели до суттєвого зниження швидкості роботи SSD-накопичувачів. Тести, проведені за допомогою утиліти CrystalDiskMark, показали, що швидкість роботи SSD може впасти з 7000 МБ/с до 3000 МБ/с, а в окремих випадках – і до 1000 МБ/с.
Встановлення в липні 2023 року на ПК необов'язкового оновлення KB5028254, яке стане обов’язковим для встановлення в серпні 2023 року після виходу релізу Patch Tuesday, призвело до деяких проблем у користувачів. Йдеться про вихід із ладу меню «Пуск». У ході проведеного фахівцями Microsoft розслідування з’ясувалося, що ця проблема виникла лише на тих комп’ютерах, на яких були встановлені сторонні аплети для Windows 11. Зокрема, меню «Пуск» зламалося у користувачів ExplorerPatcher.
На початку серпня 2023 року, Microsoft випадково розкрила внутрішній інструмент, який може активувати приховані функції в попередніх версіях Windows 11. Інструмент, названий StagingTool – це інтерфейс командного рядка, який використовує “ідентифікатори функцій” для увімкнення та вимкнення можливостей. Він надає змогу інженерам і тестувальникам Microsoft випробовувати функції, які все ще перебувають у розробці, а також обходити A/B тестування, щоб отримати доступ до функцій, незалежно від того, чи були вони офіційно надані чи ні. Утиліту виявили в ході квесту «Bug Bash» в програмному забезпеченні Feedback Hub, де було включено посилання на StagingTool, який був призначений тільки для внутрішніх тестувальників.
22 серпня 2023 року, після встановлення пакета зі щомісячними виправленнями KB5029351, у багатьох користувачів виникла проблема, яка призводила до синіх «екранів смерті» (BSOD) з повідомленням про помилку «UNSUPPORTED_PROCESSOR» («Непідтримуваний процесор»). Сайт The Verge уточнив, що проблема виникає на ПК із процесором Intel Core i9-13900KS на материнській платі MSI MPG Z690 Carbon Wi-Fi. Це підтвердили й користувачі Reddit, які зіткнулися з аналогічною помилкою на своїх комп'ютерах. Проблему можливо вирішити самостійно, не чекаючи на новий патч Microsoft, з цією метою потрібно просто відкотити зміни, які були внесені оновленням.
На початку жовтня 2023 року, згідно повідомлення на форумі AMD, після встановлення чергової версії оновлення Windows 11 за номером KB5030310, почали виходити з ладу панелі управління графікою AMD Adrenalin, а також оновлення призвело до скидання налаштувань при кожному перезавантаженні системи. Драйвери AMD продовжують працювати в штатному режимі, і панель AMD Adrenalin зберігає значну частину працездатності за винятком налаштувань користувача — вони скидаються при кожному перезавантаженні комп’ютера. Таким чином, збій взагалі не зачіпає тих, кого влаштовують стандартні налаштування. А ось ті, кому подобається налаштовувати під себе такі функції як Hyper RX, Anti-Lag, Radeon Boost та RSR, відчувають дискомфорт.
12 грудня 2023 року, у оновленні KB50333751 Microsoft випустила патч для виправлення бага у версії Windows 11 22H2, яка мала деякі проблеми з Провідником, який часто відкривався поверх інших вікон і заважав користувачам працювати на ПК. Виправлення багу тривало протягом 15 місяців.
В грудні 2023 року, за повідомленням Windows Latest, оновлення KB5033375 Windows 11, яке було спрямоване на виправлення помилок та покращення безпеки операційної системи, на певних ПК та ноутбуках призвело до розриву бездротового підключення Wi-Fi. Після видалення оновлення, з'єднання Wi-Fi повернулися до норми.
В березні 2024 року, оновлення Moment 5 для операційних систем Windows 11 22H2 та 23H2 призвело до появи проблем у деяких користувачів, зокрема, загального зниження продуктивності та виникнення BSOD на пристроях з процесорами AMD. Ці проблеми були відзначені користувачами на форумах та сторінках підтримки Microsoft. Розробники вирішили ці проблеми і включили відповідне виправлення в пакет KB5035942.
Наприкінці березня 2024 року деякі користувачі Windows 11 повідомили, що Microsoft автоматично і без відповідного повідомлення встановила на їх комп’ютери інструмент ШІ Copilot. Більш того, дехто навіть підозрював Microsoft в таємному стеженні та зборі даних, проте в опублікованому 17 квітня 2024 року на сайті техпідтримки Microsoft документі йдеться, що винна технічна помилка. А саме, випущене 28 березня 2024 року оновлення Edge некоректно встановлювало новий пакет (MSIX) під назвою «Постачальник чату Microsoft для Copilot у Windows» (Microsoft chat provider for Copilot in Windows)», в результаті у встановлених додатках міг з’явитися Copilot.
Наприкінці травня 2024 року Microsoft розповсюдила патч під номером KB5037853, після встановлення якого у багатьох користувачів Windows 11 почалися помилки роботи панелі завдань. У частини користувачів на панелі завдань зникли іконки програм, у когось панель завдань перестала реагувати на натискання, або панель зависає та зовсім зникає з екрана. Microsoft повідомила, що компанія працює над виправленням помилки та просить користувачів не завантажувати оновлення, що призвело до багів.
Наприкінці червня 2024 року, компанія Microsoft випустила нове оновлення для ОС Windows 11, яке виявилося проблемним. В оновленні під номером KB5039302, яке було необов’язковим і не встановлювалося автоматично, було виявлено серйозний баг, який призводив до того, що система застрягала в нескінченному циклі завантаження. Єдиним виходом було - перевстановлення операційної системи, однак проблема не набула масового характеру, оскільки   патч був досить оперативно відкликаний.
9 липня 2024 року, в ході так званого «вівторка оновлень», було випущено оновлення безпеки для ОС Windows 11. Компанія випустила патчі безпеки, в тому числі апдейти KB5040442 стали доступними у версії Windows 11. У повідомленні Microsoft було зазначено, що фахівці виявили та усунули 142 вразливості та ще 4 вразливості «нульового дня». Більшість уразливостей (59 штук) були пов’язані з віддаленим виконанням коду, ще 26 уразливостей були пов’язали з підвищенням привілеїв, 24 – обходом системи безпеки, 17 – проблемою відмови обладнання. П’ять уразливостей зі списку фахівці з безпеки назвали критичними, всі вони були пов’язані з процедурою віддаленого виконання коду.
13 серпня 2024 року Microsoft оголосила про випуск чергового патчу, що закриває 90 вразливостей, які могли становити загрозу для мільйонів користувачів по всьому світу. Згідно з інформацією від The Hacker News, серед усунутих уразливостей сім отримали рейтинг “критичні”, 79 – “важливі”, а одна оцінена як “помірна”. Це означає, що більшість з виявлених проблем могли суттєво вплинути на безпеку користувачів, а їх експлуатація могла призвести до значних збитків або втрати даних. Шість з цих уразливостей, як виявилося, уже активно використовувалися зловмисниками для злому комп’ютерів користувачів. Серед них:
- CVE-2024-38189 (CVSS score: 8.8) — Microsoft Project Remote Code Execution Vulnerability
- CVE-2024-38178 (CVSS score: 7.5) — Windows Scripting Engine Memory Corruption Vulnerability
- CVE-2024-38193 (CVSS score: 7.8) — Windows Ancillary Function Driver for WinSock Elevation of Privilege Vulnerability
- CVE-2024-38106 (CVSS score: 7.0) — Windows Kernel Elevation of Privilege Vulnerability
- CVE-2024-38107 (CVSS score: 7.8) — Windows Power Dependency Coordinator Elevation of Privilege Vulnerability
- CVE-2024-38213 (CVSS score: 6.5) — Windows Mark of the Web Security Feature Bypass Vulnerability

Особливої уваги заслуговує уразливість CVE-2024-38213 (CVSS score: 6.5), яка пов’язана з соціальною інженерією. Хакери, експлуатуючи дану вразливість, переконували користувачів відкрити шкідливий файл, що призводив до зараження системи. 
Дві вразливості усунені не були, а саме:
- CVE-2024-21302 (CVSS score: 6.7) - Windows Secure Kernel Mode Elevation of Privilege Vulnerability
- CVE-2024-38202 (CVSS score: 7.3) - Windows Update Stack Elevation of Privilege Vulnerability

Представники корпорації Microsoft заявили, що ці системні проломи не становлять великої загрози, тому їх вирішення заплановане на майбутнє.
16 серпня 2024 року, згідно з інформацією ресурсу Windows Latest, критичне оновлення KB5041585, що було покликане виправити вразливість протоколу TCP/IP, викликало серйозні проблеми з ОС Windows 10 та Windows 11. У деяких випадках оновлення взагалі не встановлювалося, а деякі користувачі повідомили про значне зниження продуктивності після інсталяції даного оновлення. Крім цього, спостерігалися проблеми з постійним завантаженням процесора на 100 % і непрацездатність ігор з античитом на рівні ядра ОС, таких як Valorant і League of Legends від Riot Games.

## Критика системи
Окремі користувачі інколи критикують Windows 11, в тому числі критика лунає й з боку колишніх співробітників компанії Microsoft, які є справжніми ветеранами компанії. Головна увага при цьому звертається на продуктивність нової версії ОС. Так, наприклад, Windows 11 була встановлена на комп'ютер з процесором Core i9 та 128 Гб оперативної пам'яті, проте продуктивність ОС виявилася настільки поганою, що це виглядало як незавершений продукт, який необхідно доопрацювати. Також користувачі зіштовхувалися з проблемами під час відкриття меню «Пуск».